# Tempête Robert
Pour les articles homonymes, voir Tempête (homonymie).
La tempête Robert est une dépression météorologique hivernale formée le 26 décembre 2011 ayant touché le Nord-Ouest de l'Europe et principalement les îles Britanniques le 28 décembre 2011.
Le nom Robert provient d'une liste de noms utilisée depuis 1954 par l’Université Libre de Berlin (ULB) pour nommer les tempêtes synoptiques qui affectent l'Europe. Son usage s'est répandu aux autres pays du continent depuis cette époque. Depuis 2002, l’ULB utilise des noms suggérés par le public qui doit payer un certain montant servant au financement de l'observatoire météorologique de l’université.
La tempête est suivie de la tempête Ulli.

## Impact

### Royaume-Uni
Les rafales de vent ont atteint 130 km/h sur les côtes et dépassé 150 km/h sur les sommets, avec un record à 183 km/h au Cairn Gorm à 1 245 m d'altitude.

## Rafales mesurées

### Angleterre
La rafale suivante a été mesurée le 28 décembre en Angleterre :
| Localité       | Vitesse  | Observation      | Source          |
| -------------- | -------- | ---------------- | --------------- |
| Great Dun Fell | 144 km/h | 847 m d'altitude | La Chaîne Météo |

### Écosse
Les rafales suivantes ont été mesurées le 28 décembre en Écosse:
| Localité         | Vitesse  | Observation       | Source          |
| ---------------- | -------- | ----------------- | --------------- |
| Cairn Gorm       | 183 km/h | 1245 m d'altitude | La Chaîne Météo |
| Aonach Mòr       | 176 km/h | 1130 m d'altitude | Météo-France    |
| Bealach na Bà    | 152 km/h | 773 m d'altitude  | Météo-France    |
| Glen Ogle        | 141 km/h | 564 m d'altitude  | La Chaîne Météo |
| Tiree Island     | 128 km/h |                   | Météo-France    |
| South Uist       | 128 km/h |                   | Météo-France    |
| Benbecula        | 122 km/h |                   | La Chaîne Météo |
| Loch Glascarnoch | 120 km/h |                   | Météo-France    |
| Islay            | 120 km/h |                   | La Chaîne Météo |
| Glasgow          | 120 km/h |                   | La Chaîne Météo |
| Machrihanish     | 120 km/h |                   | La Chaîne Météo |
| Drumalbin        | 118 km/h |                   | La Chaîne Météo |

### Irlande du Nord
La rafale suivante a été mesurée le 28 décembre en Irlande du Nord :
| Localité | Vitesse  | Observation | Source          |
| -------- | -------- | ----------- | --------------- |
| Eglinton | 130 km/h |             | La Chaîne Météo |